# Weierstraßscher Produktsatz
Der weierstraßsche Produktsatz für {\displaystyle \mathbb {C} } besagt, dass zu einer vorgegebenen Nullstellenverteilung in {\displaystyle \mathbb {C} } eine holomorphe Funktion mit genau diesen Nullstellen existiert. Die Funktion kann als sogenanntes Weierstraß-Produkt explizit konstruiert werden. Der Satz wurde 1876 von Karl Weierstraß gefunden.

## Motivation
Zu endlich vielen Nullstellen {\displaystyle a_{1},\dots a_{n}\;\in \mathbb {C} } kann man sofort ein Polynom hinschreiben, welches das gestellte Problem löst, beispielsweise {\displaystyle \left(1-{\frac {z}{a_{1}}}\right)\cdots \left(1-{\frac {z}{a_{n}}}\right)}. Im Falle (abzählbar) unendlich vieler Nullstellen wird das Produkt im Allgemeinen nicht mehr konvergieren. Ausgehend von der Identität {\displaystyle 1-z=\exp(\log(1-z))=\exp \left(-\sum _{k=1}^{\infty }{\frac {z^{k}}{k}}\right),\quad z\in \mathbb {C} ,|z|<1,} führte Weierstraß deshalb "konvergenzerzeugende" Faktoren ein, indem er die Reihenentwicklung abbrach und Faktoren {\displaystyle E_{n}(z):=(1-z)\exp \left(\sum _{k=1}^{n}{\frac {z^{k}}{k}}\right)} definierte. {\displaystyle E_{n}} hat nur eine Nullstelle bei {\displaystyle 1}, kann aber im Gegensatz zu {\displaystyle 1-z} auf jeder kompakten Teilmenge des Einheitskreises beliebig nahe an {\displaystyle 1} liegen, sofern {\displaystyle n} groß genug gewählt wird. Dadurch kann auch die Konvergenz eines unendlichen Produktes erreicht werden.

## Weierstraß-Produkt
Es sei {\displaystyle D} ein positiver Divisor im Bereich {\displaystyle \Omega \subseteq \mathbb {C} } und {\displaystyle a_{k}} eine so gewählte Folge, dass {\displaystyle D=D(0)\cdot 0+\sum _{k}a_{k}}. Das heißt, die Folge durchläuft mit Ausnahme des Nullpunktes alle Punkte des Trägers von {\displaystyle D} mit der nötigen Multiplizität. Sie heißt die zum Divisor {\displaystyle D} gehörende Folge.
Ein Produkt {\displaystyle z^{D(0)}\prod _{k\geq 1}f_{k}(z)} heißt Weierstrass-Produkt zum Divisor {\displaystyle D}, falls gilt:
- {\displaystyle f_{k}} holomorph in {\displaystyle \Omega }
- {\displaystyle f_{k}} hat genau eine Nullstelle, und zwar in {\displaystyle a_{k}} und von der Multiplizität {\displaystyle 1}
- Das Produkt {\displaystyle \textstyle \prod _{k}f_{k}} konvergiert normal auf jeder kompakten Teilmenge von {\displaystyle \Omega }.

## Produktsatz in ℂ
Zu jedem positiven Divisor {\displaystyle D} in {\displaystyle \mathbb {C} } existieren Weierstrass-Produkte der Form {\displaystyle z^{D(0)}\prod _{k\geq 1}E_{k-1}\left({\frac {z}{a_{k}}}\right)}. Dabei sei {\displaystyle a_{k}} die zum Divisor {\displaystyle D} gehörende Folge.

## Folgerungen in ℂ
- Zu jedem Divisor gibt es eine meromorphe Funktion mit den dadurch vorgegebenen Null- und Polstellen. Jeder Divisor ist ein Hauptdivisor.
- Zu jeder meromorphen Funktion {\displaystyle h} gibt es zwei holomorphe Funktionen {\displaystyle f,g} ohne gemeinsame Nullstellen derart, dass {\displaystyle h=f/g}. Insbesondere ist der Körper der meromorphen Funktionen der Quotientenkörper des Integritätsrings der holomorphen Funktionen.
- Im Ring der holomorphen Funktionen besitzt jede nicht-leere Teilmenge einen größten gemeinsamen Teiler, obwohl der Ring nicht faktoriell ist.

## Verallgemeinerung für beliebige Bereiche
Es sei {\displaystyle \Omega \subseteq \mathbb {C} } ein Bereich und {\displaystyle D} ein positiver Divisor auf {\displaystyle \Omega } mit Träger {\displaystyle T} und es bezeichne {\displaystyle T':={\overline {T}}\!\setminus \!T} die Menge aller Häufungspunkte von {\displaystyle T} in {\displaystyle \mathbb {C} }. Dann existieren zum Divisor {\displaystyle D} Weierstraß-Produkte in {\displaystyle \mathbb {C} \!\setminus \!T'}. Sie konvergieren im Allgemeinen also auf einem größeren Bereich als {\displaystyle \Omega }.

## Verallgemeinerung für Steinsche Mannigfaltigkeiten
Eine erste Verallgemeinerung des Produktsatzes für andere komplexe Mannigfaltigkeiten gelang 1895 Pierre Cousin, der den Satz für Zylindergebiete im {\displaystyle \mathbb {C} ^{n}} bewies. Aus diesem Grund wird die Frage, ob zu einem vorgegebenen Divisor eine passende meromorphe Funktion konstruiert werden kann, auch als Cousin-Problem bezeichnet.
Jean-Pierre Serre löste 1953 das Cousin-Problem endgültig und zeigte: In einer Steinschen Mannigfaltigkeit {\displaystyle X} ist ein Divisor genau dann der Divisor einer meromorphen Funktion, wenn seine Chernsche Kohomologieklasse in {\displaystyle H^{2}(X,\mathbb {Z} )} verschwindet. Insbesondere ist in einer Steinschen Mannigfaltigkeit mit {\displaystyle H^{2}(X,\mathbb {Z} )=0} jeder Divisor ein Hauptdivisor. Dies ist die unmittelbare Folgerung daraus, dass in Steinschen Mannigfaltigkeiten folgende Sequenz exakt ist, wobei {\displaystyle {\mathcal {D}}} die Garbe der Divisoren bezeichnet:
{\displaystyle 0\to {\mathcal {O}}^{*}(X)\to {\mathcal {M}}^{*}(X)\to {\mathcal {D}}(X)\rightarrow H^{2}(X,\mathbb {Z} )\to 0}